# Albio Dally Nzuanda
Albio Dally Nzuanda (Kinshasa, 17 marzo 1979) è un'ex cestista della Repubblica Democratica del Congo.

## Carriera
Con la RD del Congo ha disputato i Campionati mondiali del 1998.